# Kvetoslavov
Kvetoslavov (allemand : Austern), est un village de Slovaquie situé dans la région de Trnava.

## Histoire
Première mention écrite du village en 1230.

## Démographie

### Évolution de la population
| Année:               | 1994. | 2004.    | 2014.    | 2024.    |
| -------------------- | ----- | -------- | -------- | -------- |
| Nombre de personnes: | 748   | 858      | 1104     | 2110     |
| Différence:          |       | +14,70 % | +28,67 % | +91,12 % |

| Année:               | 2023. | 2024.   |
| -------------------- | ----- | ------- |
| Nombre de personnes: | 2001  | 2110    |
| Différence:          |       | +5,44 % |